# Сюнік
Сюні́к (вірм. Սյունիք) — марз (область) у Вірменії, на півдні країни, на північному заході межує з марзом Вайоц-Дзор, на півночі з Шаумянівським, на сході з Азербайджаном, на півдні з Іраном, а на заході з азербайджанським Нахіджеваном. Адміністративний центр — Капан, інші міста — Горіс, Мегрі, Сісіан, Каджаран, Агарак, Дастакерт.

## Найвизначніші пам'ятки
- Монастир Татев — монастир IX століття, найзначиміший монастир Сюніку
- Татеві Анапат — вірменський монастир, який разом із монастирем Татев запропоновано включити до списку Всесвітньої спадщини ЮНЕСКО
- Сатанинський міст — природний міст, створений без втручання людини над ущелиною річки Воротан
- Караундж — стародавня обсерваторія
- Водоспад Шакі — найвищий водоспад Вірменії
- Ухтасар — наскельні малюнки V—VI тисячоліття до н. е.

## Найбільші населені пункти
Міста з населенням понад 5 тисяч осіб:
| Назва міста | Населення, осіб (2010) |
| ----------- | ---------------------- |
| Капан       | 45488                  |
| Горіс       | 23022                  |
| Сісіан      | 16735                  |
| Каджаран    | 8498                   |